# Martinovo
Martinovo ali god sv. Martina iz Toursa († 11. november 397) je dan, na katerega se evropske države na raznolik način spominjajo svetnika, ki je dal svoj plašč beraču, da bi ta lahko skril svojo revščino.  

## Praznik vina
V Sloveniji in na Hrvaškem se dan sv. Martina praznuje predvsem kot praznik vina. Do tega dne se mošt obravnava kot nečisto in grešno novo vino, ki se ob blagoslovitvi spremeni v pravo vino. V skladu s šegami in navadami lahko šaljivi blagoslov opravi moški, preoblečen v škofa. Ob praznovanju potekajo v vinorodnih predelih tudi pojedine, pri katerih so najpogosteje na jedilniku gosi (znamenita Martinova gos) in mlinci. Za slovensko Istro je martinovanje oziroma Martinja značilno šele po 2. svetovni vojni. Tipične jedi so povezane z olivnim oljem (lahko tudi samo kruh in olje), s katerim so pospremili mlado vino. Bolj zahtevne jedi v tem času so bile predvsem fuži (testenine) s petelinjim ali kokošjim golažem, ki ga imenujejo tudi »žgvacet«), pečen puran (Gos), kislo zelje (»kapuz«), ocvrt kruh z refoškom.

## Zgodovina
Martinovo je praznik, ki sega daleč v čas pred našim štetjem, čeprav je danes videti krščanski. V jesenskih praznovanjih so se naši poganski predniki zahvaljevali bogovom za dobro letino in jih hkrati prosili za ponovitev obilja v prihodnjem letu. Zaradi splošne priljubljenosti cerkev med pokristjanjevanjem praznika ni odpravila, ampak ga je zaznamovala z znanim in med ljudmi čaščenim svetnikom, svetim Martinom, krščanskim škofom, rojenim v začetku četrtega stoletja na ozemlju današnje Madžarske. Oče svetega Martina je bil rimski vojak v času Rimskega imperija. Ko je bil Martin še otrok, se je družina zaradi očetove službe preselila na ozemlje sedanje Italije, Martin pa je tam spoznal krščansko vero. Čeprav je po očetovi tradiciji postal rimski vojak, ki naj bi služil vojaško obveznost v Franciji, se je posvetil življenju za reveže. Someščani so ga proti njegovi volji izvolili za škofa v Toursu.